# Paola Zavala
Paola Zavala Saeb (Ciudad de México, 15 de julio de 1982) es una abogada, criminóloga, activista, analista política y feminista especializada en gestión cultural para la paz.
Desde 2019 colabora en la Universidad Nacional Autónoma de México como Subdirectora de Vinculación y Comunidades en el Centro Cultural Universitario Tlatelolco. 
Desde ahí coordina los Laboratorios para la Paz  , que tienen como objetivo responder a las violencias por medio de diversas prácticas artísticas y la cultura para la paz.
En 2020  fundó  OCUPA Organización Comunitaria por la paz A.C orientada a la prevención de conductas delictivas y la reinserción social de personas que estuvieron encarceladas.
Es ganadora del Premio Atenea 2019 por ser una mujer que inspira a otras mujeres por un país más igualitario y tolerante, entregado en el Senado de la República.

## Trayectoria
Se graduó de la licenciatura en Derecho por la Universidad Autónoma de Querétaro  y es  diplomada en Política de Drogas, Salud y Derechos Humanos por el Centro de Investigación y Docencia Económica (CIDE); diplomada  en Prevención Integral  del Delito y las Violencias por la Universidad Iberoamericana  y diplomada en Gestión de Procesos Culturales para la Paz y la Memoria por la Universidad del Claustro de Sor Juana  y el Centro Cultural de España en México.
De 2017 a 2019 fue titular del Instituto de Reinserción Social de la CDMX,
Fue asesora de la agenda de Derechos Humanos de la Secretaría de Gobierno de la CDMX de 2015 a 2017, y, en 2012 Asesora legislativa para la Implementación del Programa de Derechos Humanos del Distrito Federal en la misma dependencia.
También  trabajó en el Programa de Naciones Unidas para el Desarrollo, consultora nacional e internacional en el diseño de políticas públicas con enfoque de derechos humanos
Escribe artículos de opinión en El País México, Animal Político y es analista en Milenio TV.

## Publicaciones
- Mayo 2023 Contra el punitivismo y la impunidad en México : Una Nueva Justicia.  Instituto Catalán Internacional por la Paz.
- Octubre 2023 ¿Quién respalda al Barrio? Proyectos Culturales para la Paz en Territorio / Universidad Nacional Autónoma de México.
- Septiembre 2023 La Paz Posible.  / El País México.
- Marzo 2021 La transformación feminista / El País México.
- 2020 Las prisiones y sus consecuencias / Universidad Nacional Autónoma de México.